# 新井梨絵
新井 梨絵（あらい りえ、1988年4月29日 - ）は、東京都新宿区出身の元ファッションモデル、元グラビアアイドル。前所属事務所はプラチナムプロダクション。
ファッション雑誌『ニコラ』の元専属モデル（ニコモ）。2001年、『ホットドッグプレス』ドリームガールズコンテストで特別賞受賞。

## 出演

### テレビドラマ
- 世界で一番熱い夏 - 山川直美役（TBS）
- 鋼鉄天使くるみPure - 倉田中温子役（サンテレビ他）

### バラエティ
- グラビアの美少女（MONDO21）

### イメージビデオ
- ナツフク（ケイエスエス）

## 書籍

### 雑誌
- ニコラ（新潮社）
- CANDy（白泉社）

### 写真集
- PLATINUM 素足の少女達（コンパス）
- ナツフク（ケイエスエス）

| スタブアイコン | サブスタブ | この項目は、まだ閲覧者の調べものの参照としては役立たない、ファッションに関連した人物の書きかけの項目です。この項目を加筆・訂正などしてくださる協力者を求めています（P:ファッション）。 |